# Patente pool
Na legislação de patentes, uma Patent Pool é um consórcio de, ao menos, duas empresas que concordam em cruzar licenças de patentes relacionadas a uma determinada tecnologia. A criação de uma Patent Pool pode salvar tempo e dinheiro aos envolvidos, e, em caso de patentes de bloqueio, ele também pode ser o único metodo para fazer a invenção disponível para o público. Problemas relacionados ao direito da Concorrência geralmente são importantes quando um grande consórcio é formado.

## História
Uma das primeiras Patent Pools, Sewing Machine Combination, foi criada em 1856, pelos fabricantes de máquinas de costura de Grover, Baker, Singer e Wheeler & Wilson, todos acusando uns aos outros de violação de patente. Eles se reuniram em Albany, Nova York para procurar por advogados. Orlando B. Potter, um advogado e presidente da empresa Grover e Baker, propôs que, em vez de processar e acabar com seus lucros, eles deviam obter as licenças de suas patentes. (Ver também: Isaac Singer/I. M. Singer & Co).
Em 1917, os dois maiores detentores de patentes para aviões, a companhia Wright e a companhia Curtiss, tinham efetivamente bloqueado a construção de novos aviões, que eram necessários com urgência, como os Estados Unidos estavam entrando na Primeira Guerra Mundial. O governo dos EUA, graças a uma recomendação feita por uma comissão formada por Franklin D. Roosevelt, que naquele momento era Secretário Assistente da Marinha , pressionou a industria a formar um Patent Pool, a Manufacturer's Aircraft Association.